# نگاتیاوا ریور
نگاتیاوا ریور (به انگلیسی: Ngatiawa River) رودخانه‌ای است که در نیوزلند جریان دارد.